# 崔夭
崔夭（？—？），姜姓，崔氏，齐丁公的后裔，中国春秋时期齐国的大夫。子崔杼。
齊丁公太子崔季子，因讓位予齊乙公，逃到崔，成為齊國大夫，生崔穆伯，穆伯生崔沃，崔沃生崔野，崔野八世孫崔夭。
前632年，夏四月戊辰，晋文公、宋成公、齐国国归父、崔夭和秦国小子慭率军与楚国进行城濮之战。